# Берег удачи
«Берег удачи» (англ. Taken at the Flood) — детективный роман Агаты Кристи, впервые опубликованный в США издательством Dodd, Mead and Company под названием «There is a Tide…» в 1948 году, и издательством Collins Crime Club в Великобритании в том же году. В России роман выходил также под названиями «Унесённый потоком» и «Прилив». Действие романа происходит в 1946 году и рассказывает о расследовании знаменитого бельгийского сыщика Эркюля Пуаро.

## Название
Разность названий в английской публикации романа объясняется тем, что это строчки из монолога Брута в трагедии Шекспира «Юлий Цезарь». В оригинале строки звучат «There is a tide in the affairs of men, which taken at the flood leads on to fortune…» В переводе И. Б. Мандельштама:
В делах людей бывает миг прилива;

Он мчит нас к счастью если не упущен

## Сюжет
Вернувшаяся после демобилизации из рядов военно-морских сил Великобритании, Линн с трудом вливается в тихую жизнь своего родного городка. Она обручена с Роули, отпрыском семьи Клоуд. Все члены этой семьи живут за счёт Гордона Клоуда, холостяка, который, не имея собственных наследников, оставит им по завещанию своё состояние. Неожиданно Гордон женится на молодой вдове Розалин, и этот брак ставит точку в надеждах семьи получить деньги. Вся семья оказывается в тяжёлой финансовой ситуации. После несчастного случая Гордон погибает, а Розалин и её брат Дэвид остаются в живых. Отныне Дэвид рьяно охраняет деньги сестры.
Всё меняется с появлением в деревне человека, который называет себя Энох Арден. Он начинает шантажировать Дэвида, утверждая, что знает, как найти первого мужа Розалин. Этот разговор подслушивает Беатрис, владелица паба. На следующий день Ардена обнаруживают убитым в его комнате.
Роули Клоуд обращается к Эркюлю Пуаро за помощью. Он просит его установить, не был ли погибший Робертом Андерхеем, первым мужем Розалин. Несмотря на протесты Розалин, убитого опознают, как первого мужа Розалин, и всё имущество снова переходит семье Клоуд.
Пуаро начинает расследование. 

## Персонажи романа
- Эркюль Пуаро — бельгийский сыщик

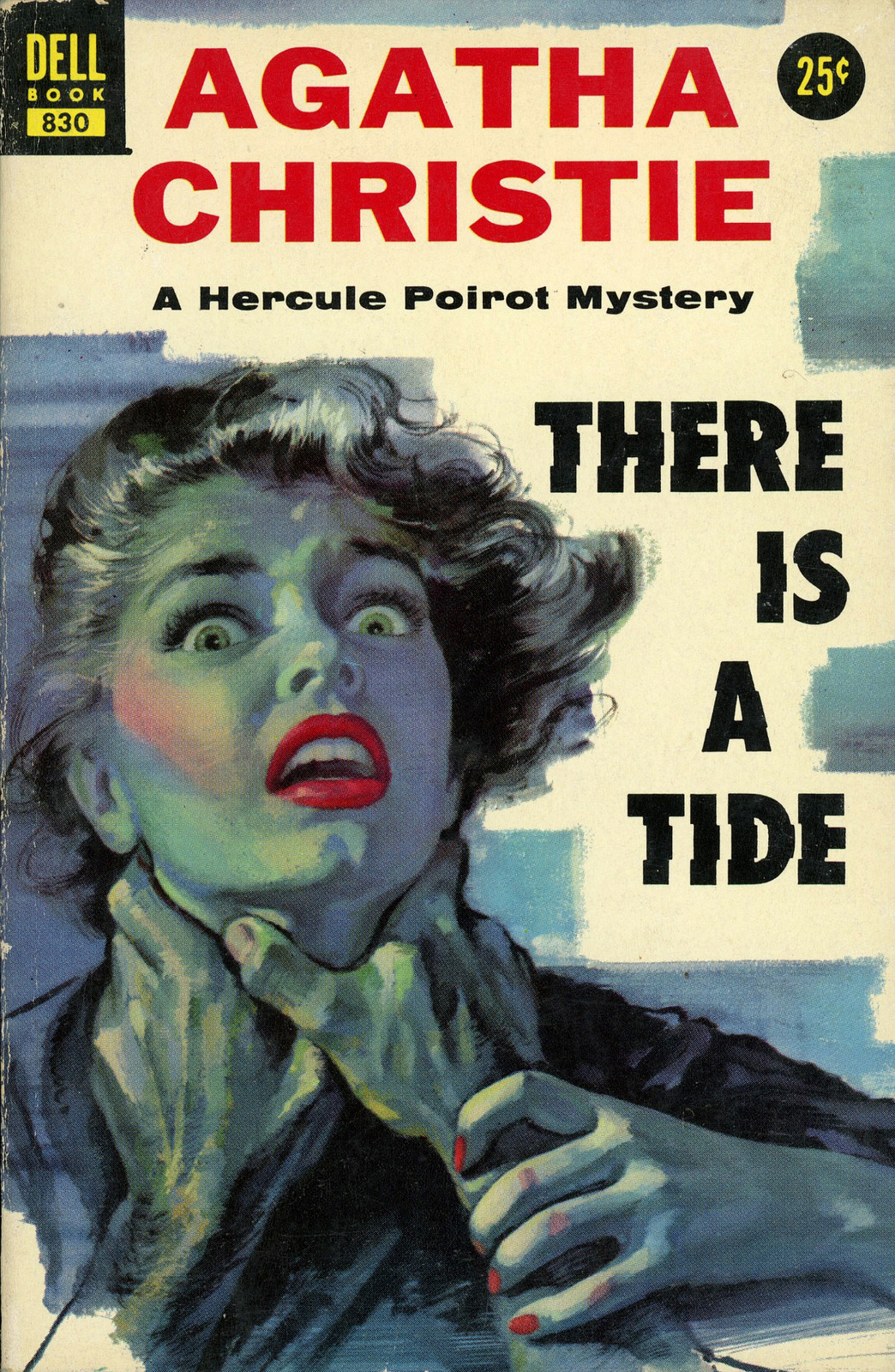
Переиздание романа, 1955-й год, иллюстратор — Роуз, Уильям (иллюстратор)

- Суперинтендант Спенс — следователь
- Сержант Грэйвс — помощник Спенса
- Джордж — камердинер Пуаро
- Розалин Клоуд — ранее миссис Роберт Андерхей, молодая вдова
- Дэвид Хантер — брат Розалин
- Джереми Клоуд — юрист, брат Гордона
- Фрэнсис Клоуд — жена Джереми
- Лайонел Клоуд — врач, брат Гордона
- Кэтрин Клоуд — жена Лайонела
- Роули Клоуд — фермер, двоюродный брат Гордона
- Линн Маршмонт — демобилизованная из армии, невеста Роули
- Адела Маршмонт — мать Линн
- Беатрис Липпинкотт — владелица паба
- Майор Портер — многознающий старик
- Энох Арден — шантажист
- Миссис Лидбеттер — посетитель паба

## Отзывы
Газета Toronto Daily Star опубликовала 10 апреля 1948 года такую рецензию на роман: «Эркюль Пуаро с его яйцевидным черепом, наполненным серыми клеточками, показывает себя глупцом, но лишь до того момента, как выясняет все детали смерти Эноха Ардена, и последующих еще более непостижимых преступлений. И делает он это с той проницательностью, которая так нравится всем почитателям Агаты Кристи. Изумительно и потрясающе».

## Экранизация
Роман лёг в основу одного из эпизодов британского телесериала Пуаро Агаты Кристи с Дэвидом Суше в роли Эркюля Пуаро (сезон 10, серия 4). В сценарий было внесено несколько изменений, в связи с чем экранизация отличается от оригинального романа.
- Розалин становится морфинисткой.
- Кэти становится сестрой Аделы, а в романе это Лайонел (который тоже является Клоудом).
- Смерть Гордона Клоуда была вызвана не немецкой бомбёжкой, как в романе, а взрывом газа. Позже было доказано Пуаро, что смерть произошла из-за взрыва бомбы, которая была специально подложена.
- Действие переносится из 1940-х годов в 1930-е.
- Розалин не умирает в конце как романе, а остаётся жива, тем самым изменяя концовку.
- В конце Линн оставляет Англию и отправляется в Африку. Она не выйдет замуж за Роули, как это подразумевается в романе.